# Candelabros de Lebrija
Los Candelabros de Lebrija son un conjunto de seis candelabros de época ibera que datan de finales del siglo VII a. C., y fueron utilizados por el pueblo tartésico, nombre por el que los griegos conocían a la primera civilización de Occidente. Heredera de la cultura megalítica del suroeste ibérico, se desarrolló supuestamente en el triángulo formado por las actuales provincias de Huelva, Sevilla y Cádiz, en la costa suroeste de la península ibérica, aunque con casi total seguridad se elaboró en algún taller etrusco y podía haber llegado a Tartessos en algún intercambio comercial.

## Hallazgo
Las piezas fueron encontradas en el mes de abril de 1923 en la finca llamada "Higueras del Pintado", en la localidad de Lebrija, municipio español de la provincia de Sevilla, Andalucía.

## Simbología
Los candelabros podrían haber sido utilizados en ceremonias religiosas y como objetos votivos por los pobladores de Tartessos. Los últimos estudios apuntan a que se trata de representaciones de deidades anicónicas.

## Características técnicas
- Período: Edad de hierro I, periodo Orientalizante tartésico.
- Estilo: Fenicio, (cuestión debatida por los expertos).
- Forma: tubular, con dos discos superpuestos.
- Material: oro.
- Altura: 70,3 centímetros
- Diámetro máximo: 9,6 centímetros.
- Diámetro mínimo: 3 centímetros.
- Diámetro base: 11,3 centímetros
- Peso: 1309 gramos.

## Ubicación actual
Los candelabros originales de oro puro se encuentran guardados en el Banco de España. Existen dos réplicas autorizadas la primera de ellas en el Museo Arqueológico Nacional de España, y la segunda en La Casa de la Cultura de Lebrija.